# Viliame Satala

a Compétitions nationales et continentales officielles uniquement.

b Matchs officiels uniquement.
Dernière mise à jour le 9 janvier 2025.
Viliame Satala est né le 19 juillet 1972 à Lautoka (Fidji). C'est un joueur de rugby à XV et rugby à sept, qui a joué avec l'équipe des Fidji évoluant principalement au poste de centre.

## Carrière

### En club
Viliame Satala joue pendant deux saisons dans le Championnat de France avec le Stade montois, aux côtés de ses compatriotes Waisale Serevi et Vilimoni Delasau. Il joue ensuite une saison en Angleterre avec les Harlequins.

### En équipe nationale
Viliame Satala obtient sa première cape internationale le 15 mai 1999, à l'occasion d'un match contre l'équipe du Canada.
Il a disputé la coupe du monde de rugby 1999 (4 matchs, 4 comme titulaire, 4 essais). 

## Palmarès
- 29 sélections avec l'équipe des Fidji.
- Sélections par année : 12 en 1999, 2 en 2000, 7 en 2001, 6 en 2002, 2 en 2005.
- 80 points
- 16 essais

- Champion du monde de rugby à sept en 2005